# 16e étape du Tour d'Espagne 2024
Pour un article plus général, voir Tour d'Espagne 2024.
La 16e étape du Tour d'Espagne 2024 se déroule le mardi 3 septembre 2024 entre Luanco et les Lacs de Covadonga dans les Asturies, sur une distance de 181 km.

## Parcours
Au lendemain de la seconde journée de repos et au départ de la localité côtière de Luanco faisant partie de la commune asturienne de Gozón, cette étape de montagne traverse la ville de Gijón après une douzaine de kilomètres puis grimpe le Mirador del Fito, un col de 1re catégorie atteint après 77 kilomètres de course. Ensuite, les coureurs escaladent la Collada Llomeda, un second col de 1re catégorie franchi à 56 kilomètres de l'arrivée, et terminent l'étape aux Lacs de Covadonga après une montée de 12 kilomètres.

## Déroulement de la course
L'échappée du jour qui a compté jusqu'à plus de dix minutes d'avance sur le peloton est constituée de dix-sept coureurs dont le maillot vert Wout van Aert qui passe en tête au sommet du premier col avant de partir seul en tête dans la descente. Le Belge est repris par ses anciens compagnons d'échappée lors de la deuxième ascension du jour, la Collada Llomena mais il franchit ce col de nouveau en tête. Toutefois, une chute dans la descente rendue humide met à terre Felix Engelhardt que Wout van Aert et Isaac Del Toro ne peuvent éviter. Souffrant du genou, Wout van Aert doit abandonner un peu plus loin. Dans cette montée de la Collada Llomena par le groupe maillot rouge, Enric Mas (Movistar) puis Mikel Landa (T-Rex Quick-Step) tentent une attaque mais sans succès. 
Les échappés encore au nombre de onze possèdent une avance de 5 min 35 s sur le groupe maillot rouge au moment d’entamer l’ascension finale vers les Lacs de Covadonga. Ce groupe de tête se réduit au cours de la montée et Marc Soler (UAE Emirates) part seul à 4 kilomètres du but et gagne l'étape. Dans le groupe des favoris, les attaques se succèdent et finissent par décramponner le maillot rouge Ben O'Connor à 6 kilomètres du terme. À l'arrivée, O'Connor conserve son maillot rouge pour 5 secondes sur Primož Roglič alors que l'abandon de Wout van Aert redistribue le maillot vert à Kaden Groves et le maillot à pois à Jay Vine.

## Résultats

### Classement de l'étape
| \| Classement de l'étape \| Classement de l'étape \| Classement de l'étape \| Classement de l'étape \| Classement de l'étape \| \| Coureur \| Coureur \| Pays \| Équipe \| Temps \| \| --------------------- \| --------------------- \| --------------------- \| ------------------------- \| --------------------- \| \| 1er \| Marc Soler \| Espagne \| UAE Team Emirates \| 4 h 44 min 46 s \| \| 2e \| Filippo Zana \| Italie \| Team Jayco AlUla \| + 18 s \| \| 3e \| Max Poole \| Royaume-Uni \| Team dsm-firmenich PostNL \| + 23 s \| \| 4e \| Jay Vine \| Australie \| UAE Team Emirates \| + 57 s \| \| 5e \| Ion Izagirre \| Espagne \| Cofidis \| + 1 min 02 s \| \| 6e \| Isaac Del Toro \| Mexique \| UAE Team Emirates \| + 1 min 29 s \| \| 7e \| Marco Frigo \| Italie \| Israel-Premier Tech \| + 1 min 35 s \| \| 8e \| Matthew Riccitello \| États-Unis \| Israel-Premier Tech \| + 1 min 47 s \| \| 9e \| Enric Mas \| Espagne \| Movistar Team \| + 3 min 54 s \| \| 10e \| Richard Carapaz \| Équateur \| EF Education-EasyPost \| + 3 min 54 s \| |                    |             |                           |                 |
| |                    |             |                           |                 |
| Source : ProCyclingStats |                    |             |                           |                 |
| Classement de l'étape |                    |             |                           |                 |
| Coureur | Coureur            | Pays        | Équipe                    | Temps           |
| 1er | Marc Soler         | Espagne     | UAE Team Emirates         | 4 h 44 min 46 s |
| 2e | Filippo Zana       | Italie      | Team Jayco AlUla          | + 18 s          |
| 3e | Max Poole          | Royaume-Uni | Team dsm-firmenich PostNL | + 23 s          |
| 4e | Jay Vine           | Australie   | UAE Team Emirates         | + 57 s          |
| 5e | Ion Izagirre       | Espagne     | Cofidis                   | + 1 min 02 s    |
| 6e | Isaac Del Toro     | Mexique     | UAE Team Emirates         | + 1 min 29 s    |
| 7e | Marco Frigo        | Italie      | Israel-Premier Tech       | + 1 min 35 s    |
| 8e | Matthew Riccitello | États-Unis  | Israel-Premier Tech       | + 1 min 47 s    |
| 9e | Enric Mas          | Espagne     | Movistar Team             | + 3 min 54 s    |
| 10e | Richard Carapaz    | Équateur    | EF Education-EasyPost     | + 3 min 54 s    |

### Points attribués pour le classement par points
| Sprint intermédiaire Cangas de Onís (km 159,3) | Sprint intermédiaire Cangas de Onís (km 159,3) | Sprint intermédiaire Cangas de Onís (km 159,3) | Sprint intermédiaire Cangas de Onís (km 159,3) | Sprint intermédiaire Cangas de Onís (km 159,3) |
| ---------------------------------------------- | ---------------------------------------------- | ---------------------------------------------- | ---------------------------------------------- | ---------------------------------------------- |
|                                                | Coureur                                        | Pays                                           | Équipe                                         | Point(s)                                       |
| 1er                                            | Martijn Tusveld                                | Pays-Bas                                       | Team dsm-firmenich PostNL                      | 20                                             |
| 2e                                             | Isaac Del Toro                                 | Mexique                                        | UAE Team Emirates                              | 17                                             |
| 3e                                             | Marco Frigo                                    | Italie                                         | Israel-Premier Tech                            | 15                                             |
| 4e                                             | Filippo Zana                                   | Italie                                         | Team Jayco AlUla                               | 13                                             |
| 5e                                             | Max Poole                                      | Grande-Bretagne                                | Team dsm-firmenich PostNL                      | 10                                             |
| modifier                                       |                                                |                                                |                                                |                                                |

| Arrivée d'étape Lacs de Covadonga (km 181,5) | Arrivée d'étape Lacs de Covadonga (km 181,5) | Arrivée d'étape Lacs de Covadonga (km 181,5) | Arrivée d'étape Lacs de Covadonga (km 181,5) | Arrivée d'étape Lacs de Covadonga (km 181,5) |
| -------------------------------------------- | -------------------------------------------- | -------------------------------------------- | -------------------------------------------- | -------------------------------------------- |
|                                              | Coureur                                      | Pays                                         | Équipe                                       | Point(s)                                     |
| 1er                                          | Marc Soler                                   | Espagne                                      | UAE Team Emirates                            | 20                                           |
| 2e                                           | Filippo Zana                                 | Italie                                       | Team Jayco AlUla                             | 17                                           |
| 3e                                           | Max Poole                                    | Grande-Bretagne                              | Team dsm-firmenich PostNL                    | 15                                           |
| 4e                                           | Jay Vine                                     | Australie                                    | UAE Team Emirates                            | 13                                           |
| 5e                                           | Ion Izagirre                                 | Espagne                                      | Cofidis                                      | 11                                           |
| 6e                                           | Isaac Del Toro                               | Mexique                                      | UAE Team Emirates                            | 10                                           |
| 7e                                           | Marco Frigo                                  | Italie                                       | Israel-Premier Tech                          | 9                                            |
| 8e                                           | Matthew Riccitello                           | États-Unis                                   | Israel-Premier Tech                          | 8                                            |
| 9e                                           | Enric Mas                                    | Espagne                                      | Movistar Team                                | 7                                            |
| 10e                                          | Richard Carapaz                              | Équateur                                     | EF Education-EasyPost                        | 6                                            |
| 11e                                          | Primož Roglič                                | Slovénie                                     | Red Bull-Bora-Hansgrohe                      | 5                                            |
| 12e                                          | Mattias Skjelmose                            | Danemark                                     | Lidl-Trek                                    | 4                                            |
| 13e                                          | David Gaudu                                  | France                                       | Groupama-FDJ                                 | 3                                            |
| 14e                                          | Martijn Tusveld                              | Pays-Bas                                     | Team dsm-firmenich PostNL                    | 2                                            |
| 15e                                          | Carlos Rodríguez                             | Espagne                                      | Ineos Grenadiers                             | 1                                            |
| modifier                                     |                                              |                                              |                                              |                                              |

| Coureur   | Pays      | Équipe                  | Points     |
| --------- | --------- | ----------------------- | ---------- |
| Nico Denz | Allemagne | Red Bull-Bora-Hansgrohe | - 4 points |

### Points attribués pour le classement du meilleur grimpeur
| Mirador del Fito (km 77,1) 1re catégorie (7,1 km à 7,9%) | Mirador del Fito (km 77,1) 1re catégorie (7,1 km à 7,9%) | Mirador del Fito (km 77,1) 1re catégorie (7,1 km à 7,9%) | Mirador del Fito (km 77,1) 1re catégorie (7,1 km à 7,9%) | Mirador del Fito (km 77,1) 1re catégorie (7,1 km à 7,9%) |
| -------------------------------------------------------- | -------------------------------------------------------- | -------------------------------------------------------- | -------------------------------------------------------- | -------------------------------------------------------- |
|                                                          | Coureur                                                  | Pays                                                     | Équipe                                                   | Point(s)                                                 |
| 1er                                                      | Wout van Aert                                            | Belgique                                                 | Team Visma - Lease a Bike                                | 10                                                       |
| 2e                                                       | Jay Vine                                                 | Australie                                                | UAE Team Emirates                                        | 6                                                        |
| 3e                                                       | Marco Frigo                                              | Italie                                                   | Israel-Premier Tech                                      | 4                                                        |
| 4e                                                       | Marc Soler                                               | Espagne                                                  | UAE Team Emirates                                        | 2                                                        |
| 5e                                                       | Fran Miholjević                                          | Croatie                                                  | Bahrain Victorious                                       | 1                                                        |
| modifier                                                 |                                                          |                                                          |                                                          |                                                          |

| Collada Llomena (km 125) 1re catégorie (7,6 km à 9,3%) | Collada Llomena (km 125) 1re catégorie (7,6 km à 9,3%) | Collada Llomena (km 125) 1re catégorie (7,6 km à 9,3%) | Collada Llomena (km 125) 1re catégorie (7,6 km à 9,3%) | Collada Llomena (km 125) 1re catégorie (7,6 km à 9,3%) |
| ------------------------------------------------------ | ------------------------------------------------------ | ------------------------------------------------------ | ------------------------------------------------------ | ------------------------------------------------------ |
|                                                        | Coureur                                                | Pays                                                   | Équipe                                                 | Point(s)                                               |
| 1er                                                    | Wout van Aert                                          | Belgique                                               | Team Visma - Lease a Bike                              | 10                                                     |
| 2e                                                     | Filippo Zana                                           | Italie                                                 | Team Jayco AlUla                                       | 6                                                      |
| 3e                                                     | Isaac Del Toro                                         | Mexique                                                | UAE Team Emirates                                      | 4                                                      |
| 4e                                                     | Max Poole                                              | Grande-Bretagne                                        | Team dsm-firmenich PostNL                              | 2                                                      |
| 5e                                                     | Felix Engelhardt                                       | Allemagne                                              | Team Jayco AlUla                                       | 1                                                      |
| modifier                                               |                                                        |                                                        |                                                        |                                                        |

| Lacs de Covadonga (km 181,3) Hors catégorie (12,5 km à 6,9%) | Lacs de Covadonga (km 181,3) Hors catégorie (12,5 km à 6,9%) | Lacs de Covadonga (km 181,3) Hors catégorie (12,5 km à 6,9%) | Lacs de Covadonga (km 181,3) Hors catégorie (12,5 km à 6,9%) | Lacs de Covadonga (km 181,3) Hors catégorie (12,5 km à 6,9%) |
| ------------------------------------------------------------ | ------------------------------------------------------------ | ------------------------------------------------------------ | ------------------------------------------------------------ | ------------------------------------------------------------ |
|                                                              | Coureur                                                      | Pays                                                         | Équipe                                                       | Point(s)                                                     |
| 1er                                                          | Marc Soler                                                   | Espagne                                                      | UAE Team Emirates                                            | 20                                                           |
| 2e                                                           | Filippo Zana                                                 | Italie                                                       | Team Jayco AlUla                                             | 15                                                           |
| 3e                                                           | Max Poole                                                    | Grande-Bretagne                                              | Team dsm-firmenich PostNL                                    | 10                                                           |
| 4e                                                           | Jay Vine                                                     | Australie                                                    | UAE Team Emirates                                            | 6                                                            |
| 5e                                                           | Ion Izagirre                                                 | Espagne                                                      | Cofidis                                                      | 4                                                            |
| 6e                                                           | Isaac Del Toro                                               | Mexique                                                      | UAE Team Emirates                                            | 2                                                            |
| modifier                                                     |                                                              |                                                              |                                                              |                                                              |

| Coureur   | Pays      | Équipe                  | Points     |
| --------- | --------- | ----------------------- | ---------- |
| Nico Denz | Allemagne | Red Bull-Bora-Hansgrohe | - 3 points |

### Bonifications et pénalités en temps
|   | Coureur        | Pays     | Équipe                    | Secondes |
| - | -------------- | -------- | ------------------------- | -------- |
| 1 | Wout van Aert  | Belgique | Team Visma - Lease a Bike | 6 s      |
| 2 | Filippo Zana   | Italie   | Team Jayco AlUla          | 4 s      |
| 3 | Isaac Del Toro | Mexique  | UAE Team Emirates         | 2 s      |

|   | Coureur      | Pays            | Équipe                    | Secondes |
| - | ------------ | --------------- | ------------------------- | -------- |
| 1 | Marc Soler   | Espagne         | UAE Team Emirates         | 10 s     |
| 2 | Filippo Zana | Italie          | Team Jayco AlUla          | 6 s      |
| 3 | Max Poole    | Grande-Bretagne | Team dsm-firmenich PostNL | 4 s      |

| Coureur   | Pays      | Équipe                  | Secondes |
| --------- | --------- | ----------------------- | -------- |
| Nico Denz | Allemagne | Red Bull-Bora-Hansgrohe | - 10 s   |

### Prix de la combativité
- Marc Soler (UAE Team Emirates )

## Classements à l'issue de l'étape

### Classement général
| \| Classement général \| Classement général \| Classement général \| Classement général \| Classement général \| \| Coureur \| Coureur \| Pays \| Équipe \| Temps \| \| ------------------ \| ------------------ \| ------------------ \| -------------------------- \| ------------------ \| \| 1er \| Ben O'Connor \| Australie \| Decathlon-AG2R La Mondiale \| 65 h 09 min 00 s \| \| 2e \| Primož Roglič \| Slovénie \| Red Bull-Bora-Hansgrohe \| + 5 s \| \| 3e \| Enric Mas \| Espagne \| Movistar Team \| + 1 min 25 s \| \| 4e \| Richard Carapaz \| Équateur \| EF Education-EasyPost \| + 1 min 46 s \| \| 5e \| Mikel Landa \| Espagne \| Soudal Quick-Step \| + 2 min 18 s \| \| 6e \| David Gaudu \| France \| Groupama-FDJ \| + 3 min 48 s \| \| 7e \| Carlos Rodríguez \| Espagne \| Ineos Grenadiers \| + 3 min 53 s \| \| 8e \| Mattias Skjelmose \| Danemark \| Lidl-Trek \| + 4 min 00 s \| \| 9e \| Florian Lipowitz \| Allemagne \| Red Bull-Bora-Hansgrohe \| + 4 min 27 s \| \| 10e \| Pavel Sivakov \| France \| UAE Team Emirates \| + 5 min 19 s \| |                   |           |                            |                  |
| |                   |           |                            |                  |
| Source : ProCyclingStats |                   |           |                            |                  |
| Classement général |                   |           |                            |                  |
| Coureur | Coureur           | Pays      | Équipe                     | Temps            |
| 1er | Ben O'Connor      | Australie | Decathlon-AG2R La Mondiale | 65 h 09 min 00 s |
| 2e | Primož Roglič     | Slovénie  | Red Bull-Bora-Hansgrohe    | + 5 s            |
| 3e | Enric Mas         | Espagne   | Movistar Team              | + 1 min 25 s     |
| 4e | Richard Carapaz   | Équateur  | EF Education-EasyPost      | + 1 min 46 s     |
| 5e | Mikel Landa       | Espagne   | Soudal Quick-Step          | + 2 min 18 s     |
| 6e | David Gaudu       | France    | Groupama-FDJ               | + 3 min 48 s     |
| 7e | Carlos Rodríguez  | Espagne   | Ineos Grenadiers           | + 3 min 53 s     |
| 8e | Mattias Skjelmose | Danemark  | Lidl-Trek                  | + 4 min 00 s     |
| 9e | Florian Lipowitz  | Allemagne | Red Bull-Bora-Hansgrohe    | + 4 min 27 s     |
| 10e | Pavel Sivakov     | France    | UAE Team Emirates          | + 5 min 19 s     |

| Classement par points | Classement par points | Classement par points | Classement par points      | Classement par points |
| Coureur               | Coureur               | Pays                  | Équipe                     | Points                |
| --------------------- | --------------------- | --------------------- | -------------------------- | --------------------- |
| 1er                   | Kaden Groves          | Australie             | Alpecin-Deceuninck         | 182 pts               |
| 2e                    | Harold Tejada         | Colombie              | Astana Qazaqstan Team      | 95 pts                |
| 3e                    | Pablo Castrillo       | Espagne               | Equipo Kern Pharma         | 93 pts                |
| 4e                    | Marc Soler            | Espagne               | UAE Team Emirates          | 82 pts                |
| 5e                    | Pavel Bittner         | Tchéquie              | Team dsm-firmenich PostNL  | 81 pts                |
| 6e                    | Max Poole             | Royaume-Uni           | Team dsm-firmenich PostNL  | 81 pts                |
| 7e                    | Primož Roglič         | Slovénie              | Red Bull-Bora-Hansgrohe    | 78 pts                |
| 8e                    | Stefan Küng           | Suisse                | Groupama-FDJ               | 74 pts                |
| 9e                    | Ben O'Connor          | Australie             | Decathlon-AG2R La Mondiale | 73 pts                |
| 10e                   | Marco Frigo           | Italie                | Israel-Premier Tech        | 72 pts                |

| Classement par points | Classement par points | Classement par points | Classement par points      | Classement par points |
| Coureur               | Coureur               | Pays                  | Équipe                     | Points                |
| --------------------- | --------------------- | --------------------- | -------------------------- | --------------------- |
| 1er                   | Kaden Groves          | Australie             | Alpecin-Deceuninck         | 182 pts               |
| 2e                    | Harold Tejada         | Colombie              | Astana Qazaqstan Team      | 95 pts                |
| 3e                    | Pablo Castrillo       | Espagne               | Equipo Kern Pharma         | 93 pts                |
| 4e                    | Marc Soler            | Espagne               | UAE Team Emirates          | 82 pts                |
| 5e                    | Pavel Bittner         | Tchéquie              | Team dsm-firmenich PostNL  | 81 pts                |
| 6e                    | Max Poole             | Royaume-Uni           | Team dsm-firmenich PostNL  | 81 pts                |
| 7e                    | Primož Roglič         | Slovénie              | Red Bull-Bora-Hansgrohe    | 78 pts                |
| 8e                    | Stefan Küng           | Suisse                | Groupama-FDJ               | 74 pts                |
| 9e                    | Ben O'Connor          | Australie             | Decathlon-AG2R La Mondiale | 73 pts                |
| 10e                   | Marco Frigo           | Italie                | Israel-Premier Tech        | 72 pts                |

| Classement de la montagne | Classement de la montagne | Classement de la montagne | Classement de la montagne | Classement de la montagne |
| Coureur                   | Coureur                   | Pays                      | Équipe                    | Points                    |
| ------------------------- | ------------------------- | ------------------------- | ------------------------- | ------------------------- |
| 1er                       | Jay Vine                  | Australie                 | UAE Team Emirates         | 56 pts                    |
| 2e                        | Marc Soler                | Espagne                   | UAE Team Emirates         | 42 pts                    |
| 3e                        | Pablo Castrillo           | Espagne                   | Equipo Kern Pharma        | 37 pts                    |
| 4e                        | Filippo Zana              | Italie                    | Team Jayco AlUla          | 27 pts                    |
| 5e                        | Marco Frigo               | Italie                    | Israel-Premier Tech       | 26 pts                    |
| 6e                        | Adam Yates                | Royaume-Uni               | UAE Team Emirates         | 22 pts                    |
| 7e                        | Aleksandr Vlasov          | Bannière neutre           | Red Bull-Bora-Hansgrohe   | 19 pts                    |
| 8e                        | Max Poole                 | Royaume-Uni               | Team dsm-firmenich PostNL | 19 pts                    |
| 9e                        | Primož Roglič             | Slovénie                  | Red Bull-Bora-Hansgrohe   | 18 pts                    |
| 10e                       | David Gaudu               | France                    | Groupama-FDJ              | 18 pts                    |

| Classement de la montagne | Classement de la montagne | Classement de la montagne | Classement de la montagne | Classement de la montagne |
| Coureur                   | Coureur                   | Pays                      | Équipe                    | Points                    |
| ------------------------- | ------------------------- | ------------------------- | ------------------------- | ------------------------- |
| 1er                       | Jay Vine                  | Australie                 | UAE Team Emirates         | 56 pts                    |
| 2e                        | Marc Soler                | Espagne                   | UAE Team Emirates         | 42 pts                    |
| 3e                        | Pablo Castrillo           | Espagne                   | Equipo Kern Pharma        | 37 pts                    |
| 4e                        | Filippo Zana              | Italie                    | Team Jayco AlUla          | 27 pts                    |
| 5e                        | Marco Frigo               | Italie                    | Israel-Premier Tech       | 26 pts                    |
| 6e                        | Adam Yates                | Royaume-Uni               | UAE Team Emirates         | 22 pts                    |
| 7e                        | Aleksandr Vlasov          | Bannière neutre           | Red Bull-Bora-Hansgrohe   | 19 pts                    |
| 8e                        | Max Poole                 | Royaume-Uni               | Team dsm-firmenich PostNL | 19 pts                    |
| 9e                        | Primož Roglič             | Slovénie                  | Red Bull-Bora-Hansgrohe   | 18 pts                    |
| 10e                       | David Gaudu               | France                    | Groupama-FDJ              | 18 pts                    |

| Classement du meilleur jeune | Classement du meilleur jeune | Classement du meilleur jeune | Classement du meilleur jeune | Classement du meilleur jeune |
| Coureur                      | Coureur                      | Pays                         | Équipe                       | Temps                        |
| ---------------------------- | ---------------------------- | ---------------------------- | ---------------------------- | ---------------------------- |
| 1er                          | Carlos Rodríguez             | Espagne                      | Ineos Grenadiers             | 65 h 12 min 53 s             |
| 2e                           | Mattias Skjelmose            | Danemark                     | Lidl-Trek                    | + 7 s                        |
| 3e                           | Florian Lipowitz             | Allemagne                    | Red Bull-Bora-Hansgrohe      | + 34 s                       |
| 4e                           | Matthew Riccitello           | États-Unis                   | Israel-Premier Tech          | + 53 min 38 s                |
| 5e                           | Max Poole                    | Royaume-Uni                  | Team dsm-firmenich PostNL    | + 1 h 12 min 18 s            |
| 6e                           | Giovanni Aleotti             | Italie                       | Red Bull-Bora-Hansgrohe      | + 1 h 22 min 19 s            |
| 7e                           | William Junior Lecerf        | Belgique                     | Soudal Quick-Step            | + 1 h 24 min 02 s            |
| 8e                           | Isaac Del Toro               | Mexique                      | UAE Team Emirates            | + 1 h 26 min 49 s            |
| 9e                           | Mauri Vansevenant            | Belgique                     | Soudal Quick-Step            | + 1 h 31 min 24 s            |
| 10e                          | Valentin Paret-Peintre       | France                       | Decathlon-AG2R La Mondiale   | + 1 h 32 min 04 s            |

| Classement du meilleur jeune | Classement du meilleur jeune | Classement du meilleur jeune | Classement du meilleur jeune | Classement du meilleur jeune |
| Coureur                      | Coureur                      | Pays                         | Équipe                       | Temps                        |
| ---------------------------- | ---------------------------- | ---------------------------- | ---------------------------- | ---------------------------- |
| 1er                          | Carlos Rodríguez             | Espagne                      | Ineos Grenadiers             | 65 h 12 min 53 s             |
| 2e                           | Mattias Skjelmose            | Danemark                     | Lidl-Trek                    | + 7 s                        |
| 3e                           | Florian Lipowitz             | Allemagne                    | Red Bull-Bora-Hansgrohe      | + 34 s                       |
| 4e                           | Matthew Riccitello           | États-Unis                   | Israel-Premier Tech          | + 53 min 38 s                |
| 5e                           | Max Poole                    | Royaume-Uni                  | Team dsm-firmenich PostNL    | + 1 h 12 min 18 s            |
| 6e                           | Giovanni Aleotti             | Italie                       | Red Bull-Bora-Hansgrohe      | + 1 h 22 min 19 s            |
| 7e                           | William Junior Lecerf        | Belgique                     | Soudal Quick-Step            | + 1 h 24 min 02 s            |
| 8e                           | Isaac Del Toro               | Mexique                      | UAE Team Emirates            | + 1 h 26 min 49 s            |
| 9e                           | Mauri Vansevenant            | Belgique                     | Soudal Quick-Step            | + 1 h 31 min 24 s            |
| 10e                          | Valentin Paret-Peintre       | France                       | Decathlon-AG2R La Mondiale   | + 1 h 32 min 04 s            |

| Classement par équipes | Classement par équipes     | Classement par équipes | Classement par équipes |
| Équipe                 | Équipe                     | Pays                   | Temps                  |
| ---------------------- | -------------------------- | ---------------------- | ---------------------- |
| 1re                    | UAE Team Emirates          | Émirats arabes unis    | 194 h 58 min 35 s      |
| 2e                     | Red Bull-Bora-Hansgrohe    | Allemagne              | + 43 min 00 s          |
| 3e                     | Decathlon-AG2R La Mondiale | France                 | + 1 h 20 min 18 s      |
| 4e                     | Team Visma \| Lease a Bike | Pays-Bas               | + 1 h 30 min 39 s      |
| 5e                     | Soudal Quick-Step          | Belgique               | + 1 h 49 min 16 s      |
| 6e                     | Groupama-FDJ               | France                 | + 1 h 59 min 52 s      |
| 7e                     | Lidl-Trek                  | États-Unis             | + 2 h 08 min 53 s      |
| 8e                     | Ineos Grenadiers           | Royaume-Uni            | + 2 h 20 min 26 s      |
| 9e                     | Israel-Premier Tech        | Israël                 | + 2 h 30 min 02 s      |
| 10e                    | Movistar Team              | Espagne                | + 2 h 35 min 35 s      |

| Classement par équipes | Classement par équipes     | Classement par équipes | Classement par équipes |
| Équipe                 | Équipe                     | Pays                   | Temps                  |
| ---------------------- | -------------------------- | ---------------------- | ---------------------- |
| 1re                    | UAE Team Emirates          | Émirats arabes unis    | 194 h 58 min 35 s      |
| 2e                     | Red Bull-Bora-Hansgrohe    | Allemagne              | + 43 min 00 s          |
| 3e                     | Decathlon-AG2R La Mondiale | France                 | + 1 h 20 min 18 s      |
| 4e                     | Team Visma \| Lease a Bike | Pays-Bas               | + 1 h 30 min 39 s      |
| 5e                     | Soudal Quick-Step          | Belgique               | + 1 h 49 min 16 s      |
| 6e                     | Groupama-FDJ               | France                 | + 1 h 59 min 52 s      |
| 7e                     | Lidl-Trek                  | États-Unis             | + 2 h 08 min 53 s      |
| 8e                     | Ineos Grenadiers           | Royaume-Uni            | + 2 h 20 min 26 s      |
| 9e                     | Israel-Premier Tech        | Israël                 | + 2 h 30 min 02 s      |
| 10e                    | Movistar Team              | Espagne                | + 2 h 35 min 35 s      |

### Sanctions au classement UCI
|  |

| Coureur      | Pays      | Équipe                     | Points      |
| ------------ | --------- | -------------------------- | ----------- |
| Ben O'Connor | Australie | Decathlon-AG2R La Mondiale | - 20 points |
| Nico Denz    | Allemagne | Red Bull-Bora-Hansgrohe    | - 15 points |

## Abandons
Quatre coureurs ont abandonné au cours de l'étape : 
- Tom Paquot (Intermarché-Wanty) : non-partant
- Rémy Rochas (Groupama-FDJ) : abandon
- Callum Scotson (Jayco AlUla) : non-partant
- Wout van Aert   (Team Visma - Lease a Bike) : abandon